# Happy Ghost 3
Série
Happy Ghost 2
(1985) Happy Ghost 4
(1990)
Pour plus de détails, voir Fiche technique et Distribution.
Happy Ghost 3 (開心鬼撞鬼, Hoi sam gwai: Chong gwai) est une comédie hongkongaise réalisée par Johnnie To en 1986.

## Fiche technique
- Titre : Happy Ghost 3
- Titre original : 開心鬼撞鬼 (Hoi sam gwai: Chong gwai)
- Réalisation : Johnnie To
- Scénario : Raymond Wong Pak-ming
- Musique : Joseph Koo
- Photographie : Bob Thompson
- Montage :
- Production : Raymond Wong Pak-ming
- Société de production : Cinema City
- Pays :  Hong Kong
- Genre : Comédie et fantastique
- Durée : 89 minutes
- Dates de sortie : 
  - Hong Kong : 3 juillet 1986

## Distribution
- Raymond Wong Pak-ming : Hong Sam-Kwai / Happy Ghost
- Maggie Cheung : Tsui Pan-han
- Danny Poon : Joe
- Yin Cheung Joh : Mona
- Fennie Yuen : Thai Chek-yee
- Charine Chan : Yiu-king
- Joseph Koo : Koo Ka-yan